# 剪切小波
在應用數學的分析方面，剪切小波(英語：Shearlet)是一個多尺度的架構，且在多變量問題中能高效率編碼有各向異性的特點。起初，為了分析及稀疏近似多維方程式{\displaystyle f\in L^{2}(\mathbb {R} ^{2})}，剪切小波在2006年被提出。剪切小波是小波分析的自然延伸，可以適應有各向異性特點的多元方程式，像是影像的輪廓、邊緣。然而，各向同性的小波是不能得到此現象。
把拋物線的縮放、剪切、平移施加在數個生成函數後可建構出剪切小波。雖然所建構出的剪切小波不能建構出在空間{\displaystyle L^{2}(\mathbb {R} ^{2})}中的正交基底，它們仍然可以形成一個架構（Frame），且能允許任意函數的穩定展开。
剪切小波具有以下幾個重要性質：
1. 良好的局部性。它在空間中具有快速的衰減性，在頻域內是緊支撐的。
2. 靈敏的方向性。通過一個剪切矩陣來控制方向，隨著尺度逐漸精細化，其方向性也會逐漸變得更靈敏。
3. 良好的稀疏逼近性。其逼近率與曲波变换和轮廓波变换（英语：Contourlet）一樣，最高能達到{\displaystyle CN^{-2}(\log N)^{3}}。[2][3]。其中常數{\displaystyle C}只根據奇數曲線的最大曲率和{\displaystyle f}, {\displaystyle f^{'}}及{\displaystyle f^{''}}的最大振幅。這個逼近率顯著提高只使用{\displaystyle O(N^{-1})}這類函數的小波分析的最佳{\displaystyle N}項估計率。
4. 多方辨性。它是由一個或一組函數的縮放平移生成的一個仿射系統，能設計出快速分解重設法。
5. 一致性。能一致處理連續和離散的情況，剪切小波不僅克服了輪廓波和典型小波的不足，也繼承了它們的優點。它既能接近最佳的表示一類高維函數，如類卡通圖像[4]和其他高維分段平滑函數，又能有效地描述函數的幾何訊息。

剪切小波是迄今為止唯一有方向性且提供各向異性特點的稀疏估計的表現系統，可擴展至{\displaystyle L^{2}(\mathbb {R} ^{d}),d\geq 2}的剪切小波系統。理論的全面介紹和剪切小波的應用可以在中看到。

## 定義

### 連續剪切小波系統
連續剪切小波系統的架構是基於拋物線縮放矩陣
{\displaystyle A_{a}={\begin{bmatrix}a&0\\0&a^{1/2}\end{bmatrix}},\quad a>0}
為一個改變解析度的方法。剪切矩陣
{\displaystyle S_{s}={\begin{bmatrix}1&s\\0&1\end{bmatrix}},\quad s\in \mathbb {R} }
為一個改變方向的方法。最後再用平移去改變位置。相較於曲波变换，剪切小波利用剪切的方法取代旋轉的方法，其優點在於如果{\displaystyle s\in \mathbb {Z} }，剪切運算子{\displaystyle S_{s}}會讓整數格不改變。例如二维情况下，当{\displaystyle s\in \mathbb {Z} }，对坐标{\displaystyle \mathbf {x} ={\begin{bmatrix}x\\y\end{bmatrix}},x,y\in \mathbb {Z} }进行剪切操作：
{\displaystyle S_{s}\mathbf {x} ={\begin{bmatrix}x-sy\\y\end{bmatrix}}\in \mathbb {Z} ^{2}}
结果依然在整数采样点上。
給定一個{\displaystyle \psi \in L^{2}(\mathbb {R} ^{2})}，由{\displaystyle \psi \in L^{2}(\mathbb {R} ^{2})}產生的連續剪切小波系統被定義成：
{\displaystyle \operatorname {SH} _{\mathrm {cont} }(\psi )=\{\psi _{a,s,t}=a^{3/4}\psi (S_{s}A_{a}(\cdot -t))\mid a>0,s\in \mathbb {R} ,t\in \mathbb {R} ^{2}\},}
其對應的連續剪切小波轉換：
{\displaystyle f\mapsto {\mathcal {SH}}_{\psi }f(a,s,t)=\langle f,\psi _{a,s,t}\rangle ,\quad f\in L^{2}(\mathbb {R} ^{2}),\quad (a,s,t)\in \mathbb {R} _{>0}\times \mathbb {R} \times \mathbb {R} ^{2}.}

### 離散剪切小波系統
離散的剪切小波系統可以直接從{\displaystyle \operatorname {SH} _{\mathrm {cont} }(\psi )}並藉由將參數集合{\displaystyle \mathbb {R} _{>0}\times \mathbb {R} \times \mathbb {R} ^{2}.}離散化導出。有很多方法可以實現，但最常見是由下式導出：
{\displaystyle \{(2^{j},k,A_{2^{j}}^{-1}S_{k}^{-1}m)\mid j\in \mathbb {Z} ,k\in \mathbb {Z} ,m\in \mathbb {Z} ^{2}\}\subseteq \mathbb {R} _{>0}\times \mathbb {R} \times \mathbb {R} ^{2}.}
從這個式子，與剪切運算子有關的離散剪切小波系統被定義為：
{\displaystyle \operatorname {SH} (\psi )=\{\psi _{j,k,m}=2^{3j/4}\psi (S_{k}A_{2^{j}}\cdot {}-m)\mid j\in \mathbb {Z} ,k\in \mathbb {Z} ,m\in \mathbb {Z} ^{2}\},}
其相關的離散剪切小波轉換被定義為：
{\displaystyle f\mapsto {\mathcal {SH}}_{\psi }f(j,k,m)=\langle f,\psi _{j,k,m}\rangle ,\quad f\in L^{2}(\mathbb {R} ^{2}),\quad (j,k,m)\in \mathbb {Z} \times \mathbb {Z} \times \mathbb {Z} ^{2}.}

## 範例
設{\displaystyle \psi _{1}\in L^{2}(\mathbb {R} )}為一個滿足離散卡爾德龍條件（discrete Calderón condition）的函數，即：
{\displaystyle \sum _{j\in \mathbb {Z} }|{\hat {\psi }}_{1}(2^{-j}\xi )|^{2}=1,{\text{for a.e. }}\xi \in \mathbb {R} ,}
{\displaystyle {\hat {\psi }}_{1}\in C^{\infty }(\mathbb {R} )}， {\displaystyle \operatorname {supp} {\hat {\psi }}_{1}\subseteq [-{\tfrac {1}{2}},-{\tfrac {1}{16}}]\cup [{\tfrac {1}{16}},{\tfrac {1}{2}}]}，其中
{\displaystyle {\hat {\psi }}_{1}} 為 {\displaystyle \psi _{1}} 的 傅立葉變換。例如，可以選擇{\displaystyle \psi _{1}}為一個梅爾小波。此外，設{\displaystyle \psi _{2}\in L^{2}(\mathbb {R} )}而且{\displaystyle {\hat {\psi }}_{2}\in C^{\infty }(\mathbb {R} ),} {\displaystyle \operatorname {supp} {\hat {\psi }}_{2}\subseteq [-1,1]}
{\displaystyle \sum _{k=-1}^{1}|{\hat {\psi }}_{2}(\xi +k)|^{2}=1,{\text{for a.e. }}\xi \in \left[-1,1\right].}
通常會選擇一個沖擊函數作為{\displaystyle {\hat {\psi }}_{2}}，然後{\displaystyle \psi \in L^{2}(\mathbb {R} ^{2})}就會是：
{\displaystyle {\hat {\psi }}(\xi )={\hat {\psi }}_{1}(\xi _{1}){\hat {\psi }}_{2}\left({\tfrac {\xi _{2}}{\xi _{1}}}\right),\quad \xi =(\xi _{1},\xi _{2})\in \mathbb {R} ^{2},}
這被稱作一個典型的剪切小波。其對應的離散剪切小波系統{\displaystyle \operatorname {SH} (\psi )}在{\displaystyle L^{2}(\mathbb {R} ^{2})}空間中構成一個緊框架，且其中包含頻帶限制的函數。
另外一個例子是緊支撐的剪切小波系統，其中要選定緊支撐函數{\displaystyle \psi \in L^{2}(\mathbb {R} ^{2})}讓{\displaystyle \operatorname {SH} (\psi )}形成一個{\displaystyle L^{2}(\mathbb {R} ^{2})}的框架。
既然這樣，在{\displaystyle \operatorname {SH} (\psi )}中所有剪切小波的元素是緊支撐且相較於頻帶限制的典型剪切小波有優越的空間定位。雖然緊支撐的剪切小波系統沒有形成一個Parseval框架，但任意一個{\displaystyle f\in L^{2}(\mathbb {R} ^{2})}的函數可以被剪切小波展开。

## 自適應錐形剪切小波
上述所定義的剪切小波有其缺陷，那就是剪切小波元素的方向性偏差與大的剪切參數有關聯。在典型剪切小波的頻率拼接(在#範例中的圖可見)中可以看到這個影響，當剪切參數{\displaystyle s}趨近無限大時，剪切小波的頻率支撐越來越貼近{\displaystyle \xi _{2}}軸，這在分析傅立葉變換集中分布在{\displaystyle \xi _{2}}軸的函數時造成很嚴重的問題。

將頻域分解成錐形和低頻區域

為了解決這個問題，頻域被分成一個低頻部分和兩個錐形部分(如圖所示)：
{\displaystyle {\begin{aligned}{\mathcal {R}}&=\left\{(\xi _{1},\xi _{2})\in \mathbb {R} ^{2}\mid |\xi _{1}|,|\xi _{2}|\leq 1\right\},\\{\mathcal {C}}_{\mathrm {h} }&=\left\{(\xi _{1},\xi _{2})\in \mathbb {R} ^{2}\mid |\xi _{2}/\xi _{1}|\leq 1,|\xi _{1}|>1\right\},\\{\mathcal {C}}_{\mathrm {v} }&=\left\{(\xi _{1},\xi _{2})\in \mathbb {R} ^{2}\mid |\xi _{1}/\xi _{2}|\leq 1,|\xi _{2}|>1\right\}.\end{aligned}}}

由典型剪切小波生成的自適應性剪切小波系統的頻率拼接

這個自適應性剪切小波系統是由三個部分組成，每個部分都對應到這些頻域之一，這個系統是由三個函數{\displaystyle \phi ,\psi ,{\tilde {\psi }}\in L^{2}(\mathbb {R} ^{2})}和晶格取樣因子{\displaystyle c=(c_{1},c_{2})\in (\mathbb {R} _{>0})^{2}}所產生：
{\displaystyle \operatorname {SH} (\phi ,\psi ,{\tilde {\psi }};c)=\Phi (\phi ;c_{1})\cup \Psi (\psi ;c)\cup {\tilde {\Psi }}({\tilde {\psi }};c),}
其中：
{\displaystyle {\begin{aligned}\Phi (\phi ;c_{1})&=\{\phi _{m}=\phi (\cdot {}-c_{1}m)\mid m\in \mathbb {Z} ^{2}\},\\\Psi (\psi ;c)&=\{\psi _{j,k,m}=2^{3j/4}\psi (S_{k}A_{2^{j}}\cdot {}-M_{c}m)\mid j\geq 0,|k|\leq \lceil 2^{j/2}\rceil ,m\in \mathbb {Z} ^{2}\},\\{\tilde {\Psi }}({\tilde {\psi }};c)&=\{{\tilde {\psi }}_{j,k,m}=2^{3j/4}\psi ({\tilde {S}}_{k}{\tilde {A}}_{2^{j}}\cdot {}-{\tilde {M}}_{c}m)\mid j\geq 0,|k|\leq \lceil 2^{j/2}\rceil ,m\in \mathbb {Z} ^{2}\},\end{aligned}}}
式子中的一些變數定義如下；
{\displaystyle {\begin{aligned}&{\tilde {A}}_{a}={\begin{bmatrix}a^{1/2}&0\\0&a\end{bmatrix}},\;a>0,\quad {\tilde {S}}_{s}={\begin{bmatrix}1&0\\s&1\end{bmatrix}},\;s\in \mathbb {R} ,\quad M_{c}={\begin{bmatrix}c_{1}&0\\0&c_{2}\end{bmatrix}},\quad {\text{and}}\quad {\tilde {M}}_{c}={\begin{bmatrix}c_{2}&0\\0&c_{1}\end{bmatrix}}.\end{aligned}}}
系統{\displaystyle \Psi (\psi )} 和 {\displaystyle {\tilde {\Psi }}({\tilde {\psi }})} 基本上不同點在於{\displaystyle x_{1}} 和 {\displaystyle x_{2}}的角色互換。因此，它們分別對應到錐形區域{\displaystyle {\mathcal {C}}_{\mathrm {h} }} 和 {\displaystyle {\mathcal {C}}_{\mathrm {v} }}，而縮放函數{\displaystyle \phi }則對應到低頻區域{\displaystyle {\mathcal {R}}}。

## 應用
- 圖像處理及計算機科學 [5]
  - 去噪
  - 逆問題
  - 圖像增強
  - 邊緣檢測
  - 圖像修復
  - 圖像分離
- 偏微分方程 [5]
  - 波前集合的解析度
  - 轉換方程式
- 微分幾何: 流形學習

## 外部連結
- Shearlet homepage （页面存档备份，存于）
- Shearlab homepage （页面存档备份，存于）
- Homepage of Gitta Kutyniok （页面存档备份，存于）
- Homepage of Demetrio Labate （页面存档备份，存于）